# Walsleben (Brandenburgia)
Walsleben – gmina w Niemczech w kraju związkowym Brandenburgia, w powiecie Ostprignitz-Ruppin, siedziba urzędu Temnitz.

## Geografia
Gmina Walsleben położona jest ok. 10 km na zachód od miasta Neuruppin.